# Römisch-katholische Kirche im Heiligen Römischen Reich
Der christliche Glaube fasste bis zum 3. Jahrhundert in den Rhein- und Donauprovinzen des Römischen Reiches, auf dem Gebiet des späteren Heiligen Römischen Reiches, fuß. In der Völkerwanderung wurde der weitere Aufbau unterbrochen. Eine Kontinuität ist nur für die Bischofslisten von Trier und Aquileia nachweisbar. Erst mit der Konversion der Franken unter Chlodwig und mit dem Herrschaftsübergang im Fränkischen Reich von den Merowingern zu den Karolingern ging eine Expansion von Reich und Kirche in die Stammesgebiete der Bajuwaren und Sachsen einher.
Für die Geschichte der römisch-katholischen Kirche im Heiligen Römischen Reich bis zum Reichsdeputationshauptschluss im Jahr 1803 und zur Niederlegung der Reichskrone durch Kaiser Franz II. im Jahr 1806 siehe unter anderem:
- Ottonisch-salisches Reichskirchensystem
- Römisch-katholische Kirche in Deutschland
- Geistliches Territorium
- Neuumschreibung der katholischen Diözesen in Deutschland nach dem Wiener Kongress

Der Ausdruck „römisch-katholische Kirche“ ist allerdings für einen großen Teil dieser Geschichte (wenigstens bis zur Reformation) anachronistisch und wird in den historischen Wissenschaften nicht benutzt.